# Cipedya
A Cipedya - Biblioteca Digital Aberta é um website que propõe o compartilhamento de documentos em diferentes formatos (textos, planilhas, imagens, áudio, dentre outros).
É possível fazer o uso gratuito do site, gerando uma biblioteca e incluindo nela os documentos a serem compartilhados. Esta biblioteca e estes documentos são numerados, podendo ser indicados apenas pela numeração para uma segunda pessoa. É possível realizar o download dos documentos.
Existe também a possibilidade de um serviço pago, com suporte oferecido pela empresa que mantém o site.